# Timothy Turner
Timothy Turner (Toronto, 5 de junio de 1959) es un deportista canadiense que compitió en remo. Es hermano del también remero Patrick Turner.
Ganó una medalla de bronce en el Campeonato Mundial de Remo de 1981, en la prueba de cuatro sin timonel ligero.

## Palmarés internacional
| Campeonato Mundial | Campeonato Mundial | Campeonato Mundial | Campeonato Mundial        |
| Año                | Lugar              | Medalla            | Prueba                    |
| ------------------ | ------------------ | ------------------ | ------------------------- |
| 1981               | Múnich (RFA)       | Medalla de bronce  | Cuatro sin timonel ligero |